# Tubal Claude Ryan
Pour les articles homonymes, voir Ryan et Claude Ryan.
Tubal Claude Ryan (né le 3 janvier 1898 à Parsons au Kansas, mort le 11 septembre 1982) est le fondateur de la Ryan Aeronautical Company.
Il est devenu célèbre après la traversée de Charles Lindbergh sur le Ryan NYP Spirit of St. Louis, en 1927.

## Carrière
Originaire de Parsons, au Kansas, T. Claude Ryan entre en 1917 comme cadet dans la Division aéronautique de l'armée des États-Unis, futur United States Army Air Corps, ce qui le conduit en Californie ou il apprend à piloter sur Curtiss JN-4. Il rencontre à cette époque Hawley Bowlus qui deviendra son premier employé après la guerre. Il pilote ensuite sur DH.4 et quitte l'armée en 1922. Il devient d'abord pilote d'exhibition (barnstormer). Cette activité l'amène rapidement à embarquer des passagers pour des baptêmes de l'air et autres  excursions aériennes autour de la région de San Diego et il fonde la société Ryan Airlines lorsque la demande se tourne vers le transport de point à point, entre San Diego et Los Angeles.
Il donne également des cours de pilotage et a ainsi initié ce qui sera l'une des écoles de pilotage les plus réputées en Californie et des États-Unis pendant l'entre-deux guerres. C'est avec un de ses anciens élèves du tout début, Benjamin Franklin "Frank" Mahoney un jeune homme d'affaires très fortuné, qu'il a fondé Ryan Airlines à parts égales de 50 000 $ chacun, quoique la société ne soit pas enregistrée de façon conforme. Il a également pour collaborateur le mécanicien William Hawley Bowlus. Ryan se trouve au bon endroit pour initier sa renommée à l'échelle de la nation entière : c'est de San Diego qu'est parti le premier courrier postal en 1918. En 1922 y est établi un record d'endurance de 35 heures et 18 min. James H. Doolittle relie ensuite Jacksonville, Floride à San Diego en 21 heures 19 min. Finalement T. Claude Ryan est en place pour accueillir à leur atterrissage Oakley G. Kelly et John A. Macready à l'issue du premier vol transcontinental sans escale entre New York et San Diego, en 1923.
L'association avec Benjamin F. Mahoney prend fin au début de 1927, celui-ci garde une partie de l'activité de l'ensemble, gardant le nom de Ryan Airlines. Ce n'est qu'en Juillet 1927, peu après l'exploit de Lindbergh, que l'entreprise est renommée B. F. Mahoney Aircraft Corporation, Ryan renommant son entité la Ryan Aircraft Company.